# Lichtfestival Luzern
Das Lichtfestival Luzern, kurz LILU, ist eine seit Januar 2019 jährlich wiederkehrende Veranstaltung mit etwa zwanzig Lichtinstallationen im Zentrum der Schweizer Stadt Luzern.
Das Festival wird seither jeweils Mitte Januar wiederholt. Für zehn Tage können sich die Besucher alle Installationen täglich von 18 Uhr bis 22 Uhr kostenlos ansehen. Die sehr kleinen Installationen sind auch nach 22 Uhr in Betrieb. In verschiedenen Kirchen der Stadt (jährlich wechselnd) werden allabendlich kostenpflichtige Sonderschauen aufgeführt. An den Wochenendtagen (Freitag und Samstag) finden Veranstaltungen, vom LILU Live Visuals genannt, in der Moderne Bar & Karussell statt. Ausgewählte Lichtkünstler und DJs zeigen ihre Produktionen und Lightshows mit Livemusik. Das Projekt LILU wird von der Stadt Luzern und verschiedenen Sponsoren unterstützt.
Bei der Ausgabe im Jahr 2025 gab es einen neuen Besucherrekord mit rund 150'000 Personen.